# 光電子分光

角度分解型光電子分光の模式図。

光電子分光（こうでんしぶんこう、photoemission spectroscopy）とは、固体に一定エネルギーの電磁波をあて、光電効果によって外に飛び出してきた電子（光電子とよばれる）のエネルギーを測定し、固体の電子状態を調べる方法である。
測定対象となる物質は主に金属や半導体であり、絶縁体はチャージアップの関係から測定には不向きである．
カイ・シーグバーン (Kai M. Siegbahn) は高分解能光電子分光法の開発で1981年のノーベル物理学賞を受賞している。

## 分類
- X線光電子分光 (XPS)：照射する光にX線を用いる。XPSは元素の内殻電子の状態を知る目的などで使用される。

- 紫外光電子分光 (UPS) ：紫外線を照射する。UPSからは固体の状態密度がわかる。

- 光電子の運動量まで測定する方法を角度分解型光電子分光 (Angle-resolved Photoemission Spectroscopy, ARPES) という。

2009年現在ではエネルギー分解能 150 μeV、角度分解能 0.1°程度の高精度の測定が可能である。

## 装置
現在、最先端の研究で用いられている光電子分光装置のアナライザーのほとんどは VG Scienta 社のScientaシリーズである。エネルギー、角度分解能に優れるため市場をほぼ独占している。他に旧 Gammadata Scienta 社（現 VG Scienta 社）から独立した MB Scientific社の装置や、奈良先端科学技術大学院大学の大門寛が開発した2次元光電子分光器 (DIANA) などがある。
光電子を放出するための励起光には、おもにヘリウムランプ（主に21.2 eV）やX線管が用いられるが、 SPring-8 などのエネルギー可変のシンクロトロン放射光による軟X線や硬X線や真空紫外レーザーを用いるものも開発されている。
通常、光電子分光の実験は、試料表面が汚染されないように、超高真空下（10−8Pa程度)の環境で行われる。光電子分光は表面敏感なので、測定する試料は十分に表面出しをする必要がある。
銅などの金属単体ではイオンスパッタやエレクトリックボンバードメント、グラファイトや遷移金属ジカルコゲン化物等の層状物質では超高真空中でへき開などを行い表面出しをする。これらの表面の状態は事前に低速電子回折 (LEED) や反射高速電子線回折 (RHEED) などで状態を確認する必要がある。

## 角度分解光電子分光
角度分解光電子分光(ARPES, Angle-Resolved PhotoElectron Spectroscopy)は物質のバンド構造を直接測定する手法である。この手法を用いることにより、物質の超伝導、電荷密度波などの特性が精力的に研究されている。
通常、光電効果により光電子は物質表面から広い立体角で放出する。このとき光電子の放出方向が物質内部での電子の波数に、運動エネルギーが束縛エネルギーに対応する。